# Božidar Cerovski
Božidar Cerovski (Karlovac, 23. prosinca 1902. – Zagreb, 24. siječnja 1947.) bio je redarstveni i državni dužnosnik NDH.

## Životopis
U Zagrebu je završio srednju školu i Trgovačku akademiju, i zatim bio zaposlen u Hipotekarnoj banci u Zagrebu. Od rane mladosti pripadao je nacionalističkim organizacijama, a 1932. pristupio je ustaškom pokretu. Bio je jedan od osnivača organizacija „Mladica” i „August Šenoa” na Sveučilištu u Zagrebu. Zbog političkog djelovanja bio je uhićen i osuđen na šest godina zatvora u zatvoru u Srijemskoj Mitrovici. 
Nakon izlaska iz zatvora, bio je jedan od osnivača „Uzdanice”, preko koje je ustaška organizacija djelovala u domovini. Tada je postao i članom tajne organizacije „Matija Gubec”. Nakon što je Josip Bombelles 1940. godine pao u nemilost Ante Pavelića, Cerovski i Viktor Tomić, su u svojstvu članova „Matije Gupca” na Gupčevoj zvijezdi izveli neuspješni atentat na njega.
Početkom 1940. kada je banovinska vlast uhitila veću skupinu ustaša, Cerovski je uspio prebaciti se u Italiju, gdje je imenovan povjerenikom Glavnog ustaškog stana. Sredinom travnja vratio se u Zagreb, gdje je 22. travnja 1941. imenovan ustaškim povjerenikom za javni red i sigurnost u Zagrebu. Dana 4. lipnja imenovan je za ravnatelja Ravnateljstva ustaškog redarstva Grada Zagreba. Kao ustaški povjerenik za grad Zagreb, Cerovski je donio 10. svibnja 1941. odluku o obveznom registriranju svih Židova na području grada, koja je stupila na snagu dva dana kasnije, a za neodazivanje vlast je zaprijetila upućivanjem u koncentracijski logor. Osobe uhvaćene da skrivaju neprijavljene Židove morale su računati s prijekim sudom, koji je uveden već 17. travnja 1941. godine.
Pod njegovim su rukovodstvom u Banskom Grabovcu kraj Gline 24. srpnja 1941., neposredno poslije ustaničke oružane akcije, koncentrirane znatne ustaške snage, iz Petrinje, Gline i Zagreba. Ustaše su izvršili uhićenja srpskih muškaraca u kotarevima Glina i Petrinja. Uhićenici su potom odvedeni u Banski Grabovac gdje su ubijani od 25. do 27. srpnja. Također, u Banski Grabovac provedeni su i zatočenici ustaških zatvora iz Siska, Petrinje, Gline, Kostajnice i Dvora. U literaturi se navodi da je samo iz ustaškog zatvora u Sisku dovedeno oko 100 zatvorenika. Procjenjuje se da je tada uhićeno ili dovedeno iz zatvora oko 1.285 ljudi.
U veljači 1942. pozvan je za zastupnika u Hrvatski državni sabor. Poslije toga djeluje u Ustaškoj vojnici. Od listopada 1944. imao je čin pukovnika.
U svibnju 1945. bježi iz Zagreba, ali ga u Wolfsburgu uhićuje britanska vojska i zatvara u logor Federau. Izručen je jugoslavenskim vlastima, osuđen kao ratni zločinac i 12. siječnja 1947. osuđen na smrt.

## Odgovornost za zločine
Božidar Cerovski, kao zamjenik ravnatelja za javni red i sigurnost NDH, bio je inspirator i organizator masovnih zločina na Kordunu. Navodi se kao inspirator masakra na stratištu Mehino stanje, gdje je 30. srpnja 1941. ubijen veliki broj srpskih civila s područja Slunja. Također je osobno prisustvovao ubojstvima 161 srpskog muškarca na brdu Bliznice pokraj sela Broćanac istog dana. U Banski Grabovac je 24. srpnja 1941. stigao kao šef Ravnateljstva ustaškog redarstva iz Zagreba, gdje je rukovodio koncentracijom ustaških snaga i masovnim ubojstvima oko 1.285 Srba iz kotareva Glina i Petrinja.